# Dacia Jogger
Dacia Jogger – samochód osobowy typu crossover klasy kompaktowej produkowany pod rumuńską marką Dacia od 2021 roku.

## Historia i opis modelu

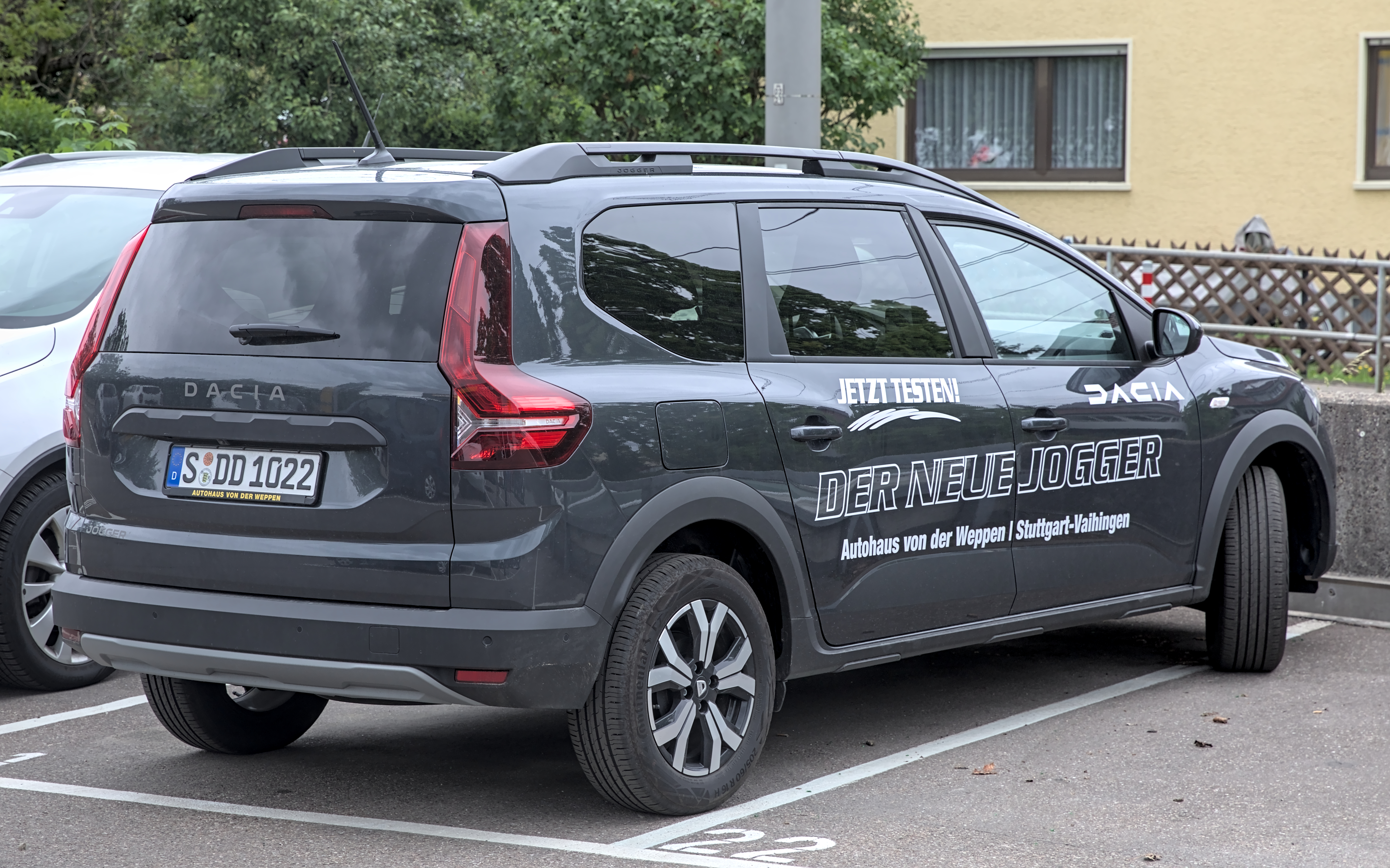
Dacia Jogger – tył

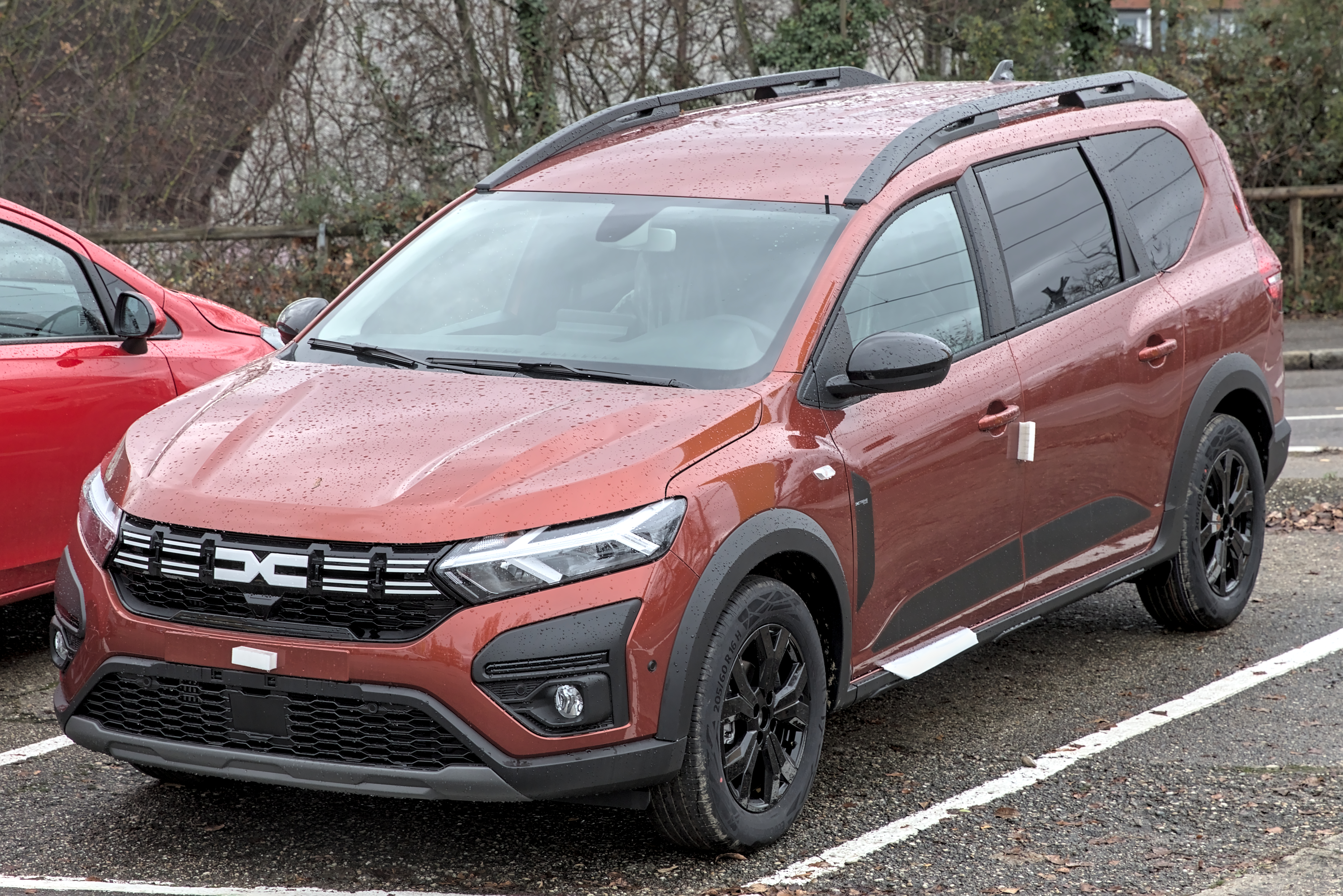
Dacia Jogger po liftingu

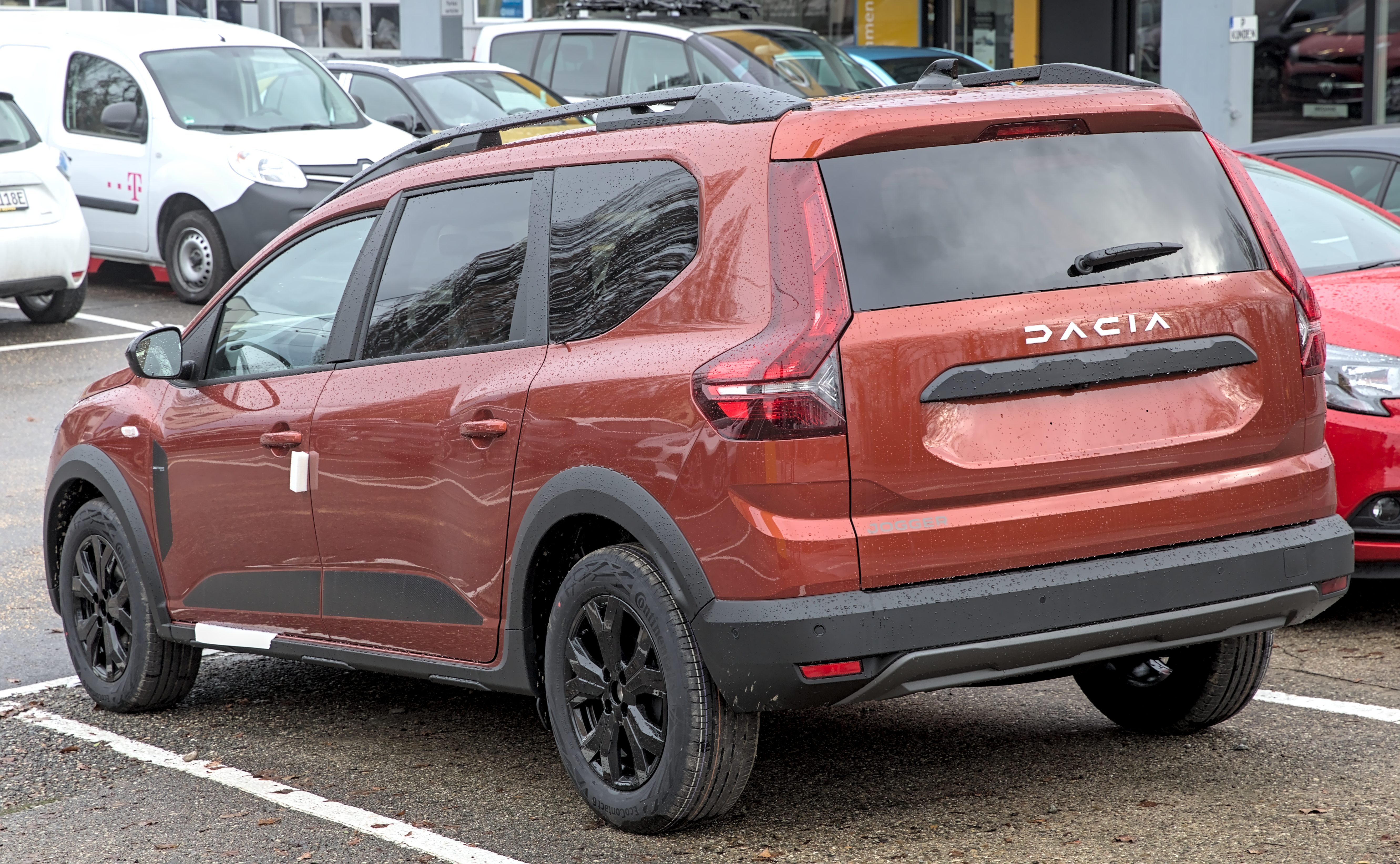
Dacia Jogger – tył po liftingu

We wrześniu 2021 roku Dacia opublikowała oficjalne fotografie i specyfikację swojego nowego modelu o ogłoszonej z końcem sierpnia nazwie Jogger. Samochód powstał w ramach kompleksowych zmian w gamie modelowej rumuńskiej firmy, mając na celu zastąpienie trzech dotychczas oferowanych dużych samochodów rodzinnych: kombi Logan MCV, kombivana Dokker oraz minivana Lodgy. Dacia Jogger powstała w oparciu o wydłużoną platformę CMF-B koncernu Renault wykorzystaną już wobec trzeciej generacji miejskich modeli Sandero i Logan, dzieląc z nimi wygląd przedniej części nadwozia i kabiny pasażerskiej, na czele z identyczną deską rozdzielczą. Różnice widoczne są z kolei w większym rozstawie osi i wyższym nadwoziu.
Choć stylizacją przedniego zderzaka samochód przypomina model Sandero z pakietem stylistycznym Stepway, to Dacia Jogger jest pełnoprawnym crossoverem z cechami minivana oraz kombi – wyraża to nie tylko nakładkami na progi, zderzakami i relingami, ale i prześwitem podwyższonym do 20 centymetrów. Wobec pokrewnych modeli, Jogger zyskał unikalny wygląd tylnej części nadwozia, z wyraźnie dłuższymi drzwiami tylnymi, obszernym przedziałem bagażowym oraz charakterystycznymi, podłużnymi lampami tylnymi. Samochód może opcjonalnie przewieźć do 7 pasażerów.
Do napędu Dacii Jogger wykorzystane zostały w pierwszym roku produkcji wyłącznie dwie trzycylindrowe jednostki benzynowe o pojemności 1 litra z serii TCe. Mocniejsza rozwija moc 110 KM, słabsza wyposażona jest w fabryczną instalację LPG, rozwijając moc 100 KM. Obie współpracują z 6-biegową przekładnią manualną.

### Lifting
W połowie czerwca 2022 Dacia przeprowadziła rebranding i związanym z nim restylizację całej swojej gamy na rok modelowy 2023. W ten sposób, wszystkie modele otrzymały przemodelowaną atrapę chłodnicy z nowym logo firmowym osadzonym na dwóch listwach z motywem przerywanej kreski. Ponadto, naniesiono także trójwymiarowy napis „DACIA” o stylizowanej czcionce w centralnym punkcie klapy bagażnika, a także centralnym miejscu koła kierownicy. W efekcie, Jogger przeszedł pierwsze zmiany wizualne już niespełna rok po trafieniu do sprzedaży.

### Jogger Hybrid 140
Już w momencie prezentacji standardowej gamy jednostek napędowych Dacia potwierdziła, że docelowo na jej szczycie znajdzie się pierwsza w historii rumuńskiej firmy odmiana spalinowo-elektryczna. Premiera Jogger Hybrid 140 odbyła się w październiku 2022 podczas targów motoryzacyjnych Paris Motor Show. Do napędu samochodu wykorzystano układ hybrydowy Renault nowej generacji pracujący w cyklu Atkinsona, łączący 1,6-litrowy silnik benzynowy z dwoma silnikami elektrycznymi o łącznej mocy 140 KM i 255 Nm maksymalnego momentu obrotowego. Składa się na to silnik spalinowy o mocy 91 KM i 144 Nm oraz elektryczny o mocy 49 KM i 205 Nm. Ponadto, zamontowano też alternator generujący moc 20 KM i 50 Nm maksymalnego momentu obrotowego. Układ współpracuje z wielostopniową przekładnią automatyczną Multi-Mode o 15 przełożeniach.

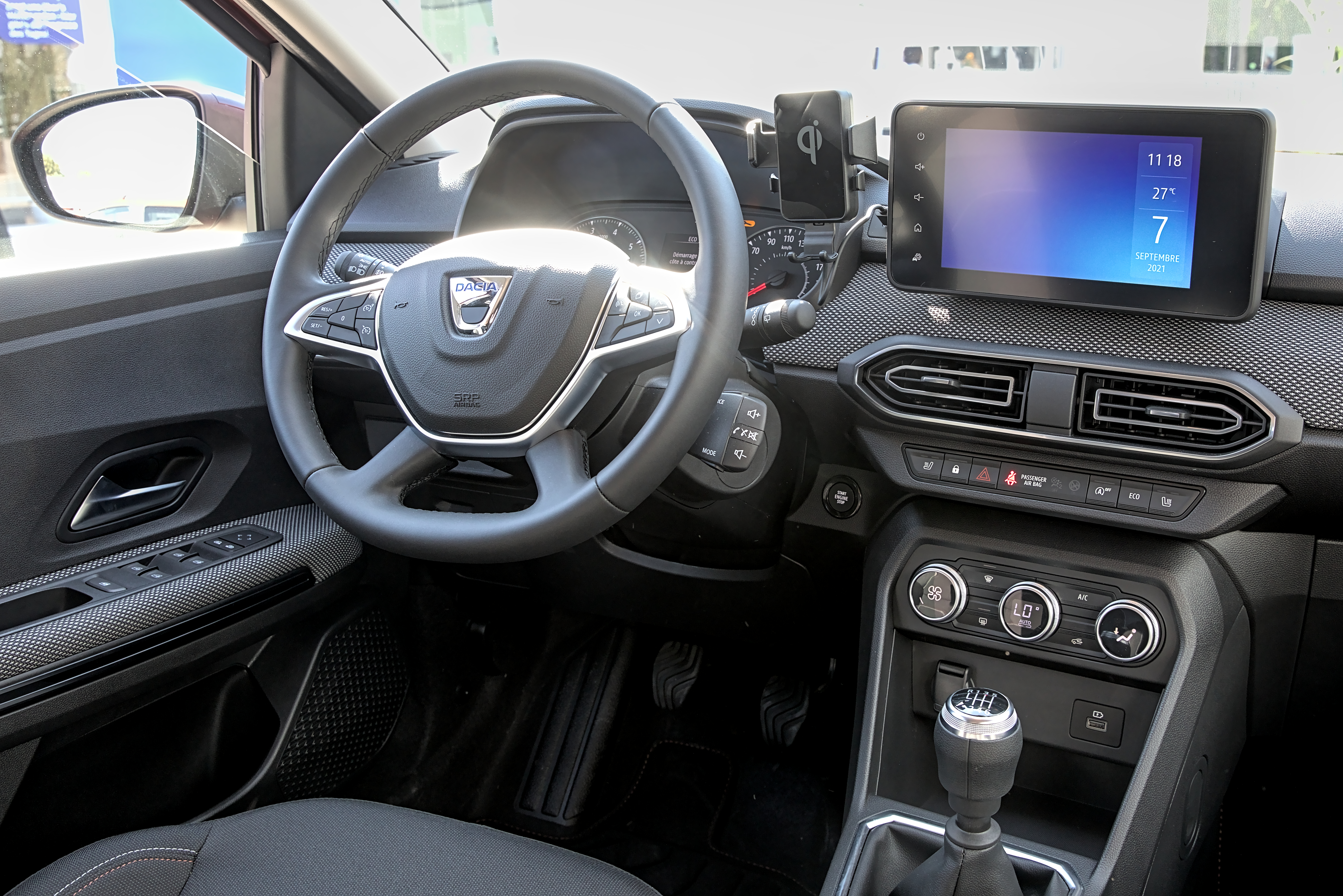
Dacia Jogger – kokpit

### Sprzedaż
Dacia Jogger zbudowana została z myślą o rynku europejskim i tureckim, gdzie specyfikację wyposażeniową oraz cennik rozpoczęto publikować pod koniec listopada 2021 roku. Samochód oferowany jest w 60 różnych sposobach aranżacji przestrzeni transportowej, z ceną 63 400 zł za najtańszy wariant w Polsce. Dostawy do nabywców pierwszych egzemplarzy  wytwarzanych w rumuńskich zakładach w Mioveni rozpoczęły się na przełomie marca i kwietnia 2022 roku.

### Silniki
- R3 1.0l TCe 110 KM
- R3 1.0l TCe+LPG 100 KM
- R4 1.6l Hybrid 140 KM